# Antoine Bussy

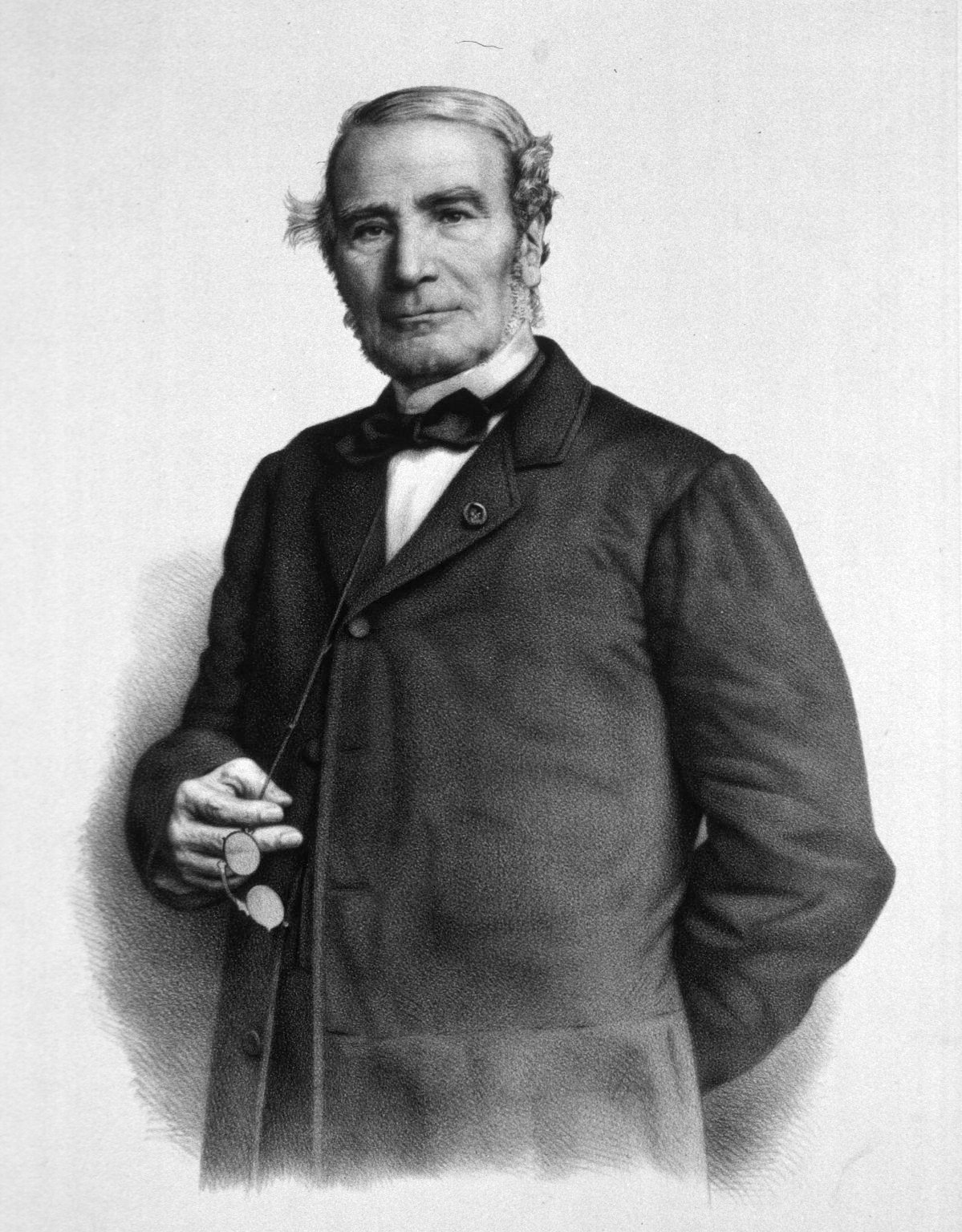
Antoine Bussy

Antoine Alexandre Brutus Bussy (ur. 29 maja 1794 w Marsylii, zm. 1 lutego 1882 w Paryżu) – francuski chemik, który zajmował się głównie farmaceutyką.
W 1831 roku wydał książkę Mémoire sur le Radical métallique de la Magnésie, w której opisał metodę przygotowywania magnezu poprzez podgrzanie chlorku magnezu z potasem w szklanej rurce. Kiedy chlorek potasu wyparował, w rurce pozostały małe kuleczki magnezu.